# Acarospora insolata
Acarospora insolata är en lavart som beskrevs av Hugo Magnusson. Acarospora insolata ingår i släktet Acarospora och familjen Acarosporaceae.  Arten är reproducerande i Sverige. Inga underarter finns listade i Catalogue of Life.